# Pathospermie
La pathospermie est une théorie scientifique élaborée par Fred Hoyle et Chandra Wickramasinghe afin d'expliquer l'apparition de nouvelles maladies sur Terre. Elle soutient la probabilité de la venue de germes pathogènes sur Terre par la collision d'un corps extraterrestre avec la Terre, libérant dans l'environnement terrestre le germe pathogène, ou le gène incompatible avec le patrimoine génétique des espèces vivantes de la Terre. La panspermie (sur l'apparition de la vie sur Terre) et la lithopanspermie (sur l'apparition de la vie sur Terre grâce à la rencontre de celle-ci avec des corps rocheux) sont des théories connexes à la pathospermie.

## Arguments
- Certaines pandémies sont apparues rapidement sur toute la planète, y compris dans des endroits isolés.
- Les matières organiques existent dans l'espace.
- De petits géocroiseurs bombardent constamment la Terre.